# Campidoglio (Boise)
Il Campidoglio di Boise (in inglese Idaho State Capitol) è la sede governativa dello Stato dell'Idaho, negli Stati Uniti d'America.
Fu costruito tra 1905 e 1912 in stile neoclassico.